# ميدوفيو إيستيت
 ميدوفيو إيستيت (بالإنجليزية: Meadowview Estates, Kentucky)‏ هي مدينة تقع في مقاطعة جيفيرسون بولاية كنتاكي في وسط جنوب شرق الولايات المتحدة. تبلغ مساحة هذه المدينة 0.2 (كم²)، وترتفع عن سطح البحر 160 م، بلغ عدد سكانها 422 نسمة في عام 2000 حسب إحصاء مكتب تعداد الولايات المتحدة وتصل الكثافة السكانية فيها 2105.7 نسمة/كم2.

## التركيبة السكانية
حدّد مكتب تعداد الولايات المتحدة بيانات التركيبة السكانية لميدوفيو إيستيت في تعداد الولايات المتحدة. في ما يلي، التركيبة السكانية حسب تعدادي 2000 و2010.

### تعداد عام 2000
بلغ عدد سكان ميدوفيو إيستيت 422 نسمة بحسب تعداد عام 2000، وبلغ عدد الأسر 226 أسرة وعدد العائلات 92 عائلة مقيمة في المدينة. في حين سجلت الكثافة السكانية 2,637.5 نسمة لكل كيلومتر مربع (6,831.1/ميل2). وبلغ عدد الوحدات السكنية 248 وحدة بمتوسط كثافة قدره 1,550 لكل كيلومتر مربع (4,014.5/ميل2).
وتوزع التركيب العرقي للمدينة بنسبة 78.91% من البيض و18.01% من الأمريكيين الأفارقة و0.24% من الأمريكيين الأصليين و1.18% من الأمريكيين ذوي الأصول الآسيوية و1.42% من الأعراق الأخرى و0.24% من عرقين مختلطين أو أكثر و2.61% من الهسبانيون أو اللاتينيون من أي عرق.
بلغ عدد الأسر 226 أسرة كانت نسبة 12.4% منها لديها أطفال تحت سن الثامنة عشر تعيش معهم، وبلغت نسبة الأزواج القاطنين مع بعضهم البعض 30.1% من أصل المجموع الكلي للأسر، ونسبة 7.1% من الأسر كان لديها معيلات من الإناث دون وجود شريك،  بينما كانت نسبة 3.5% من الأسر لديها معيلون من الذكور دون وجود شريكة وكانت نسبة 59.3% من غير العائلات. تألفت نسبة 44.7% من أصل جميع الأسر من عدة أفراد يعيشون في نفس المنزل ونسبة 20.4% كانت تتألف من شخص يعيش بمفرده يبلغ من العمر 65 عاماً أو أكثر. وبلغ متوسط حجم الأسرة المعيشية 1.87، أما متوسط حجم العائلات فبلغ 2.64.
بلغ العمر الوسطي للسكان 43.5 عاماً. وكانت نسبة 12.6% من القاطنين تحت سن الثامنة عشر، وكانت نسبة 16.6% بين الثامنة عشر والرابعة والعشرين عاماً، ونسبة 23.7% كانت واقعةً في الفئة العمرية ما بين الخامسة والعشرين والرابعة والأربعين عاماً، ونسبة 21.3% كانت ما بين الخامسة والأربعين والرابعة والستين، ونسبة 25.8% كانت ضمن فئة الخامسة والستين عاماً فما فوق. يوجد لكل 100 أنثى 83.5 ذكر، ويوجد لكل 100 أنثى في الثامنة عشر من عمرها فما فوق 81.8 ذكر.
بلغ متوسط دخل الأسرة في المدينة 39,688 دولارًا، أما متوسط دخل العائلة فبلغ 56,250 دولارًا. وكان متوسط دخل الذكور 30,809 دولارًا مقابل 24,583 دولارًا للإناث. وسجل دخل الفرد الخاص بالمدينة 27,395 دولارًا. وكانت نسبة 2.9% من العائلات ونسبة 11.9% من السكان تحت خط الفقر، وكان من هؤلاء نسبة 12.7% تحت سن الثامنة عشر ونسبة 5.1% في الخامسة والستين من العمر وما فوق.

### تعداد عام 2010
بلغ عدد سكان ميدوفيو إيستيت 363 نسمة بحسب تعداد عام 2010، وبلغ عدد الأسر 202 أسرة وعدد العائلات 87 عائلة مقيمة في المدينة. في حين سجلت الكثافة السكانية 2,268.8 نسمة لكل كيلومتر مربع (5,876.2/ميل2). وبلغ عدد الوحدات السكنية 219 وحدة بمتوسط كثافة قدره 1,368.8 لكل كيلومتر مربع (3,545.2/ميل2).
وتوزع التركيب العرقي للمدينة بنسبة 77.69% من البيض و17.36% من الأمريكيين الأفارقة و1.65% من الأمريكيين ذوي الأصول الآسيوية و1.65% من الأعراق الأخرى و1.65% من عرقين مختلطين أو أكثر و4.41% من الهسبانيون أو اللاتينيون من أي عرق.
بلغ عدد الأسر 202 أسرة كانت نسبة 14.4% منها لديها أطفال تحت سن الثامنة عشر تعيش معهم، وبلغت نسبة الأزواج القاطنين مع بعضهم البعض 29.2% من أصل المجموع الكلي للأسر، ونسبة 9.9% من الأسر كان لديها معيلات من الإناث دون وجود شريك،  بينما كانت نسبة 4% من الأسر لديها معيلون من الذكور دون وجود شريكة وكانت نسبة 56.9% من غير العائلات. تألفت نسبة 48.5% من أصل جميع الأسر من عدة أفراد يعيشون في نفس المنزل ونسبة 20.8% كانت تتألف من شخص يعيش بمفرده يبلغ من العمر 65 عاماً أو أكثر. وبلغ متوسط حجم الأسرة المعيشية 1.80، أما متوسط حجم العائلات فبلغ 2.54.
بلغ العمر الوسطي للسكان 46.1 عاماً. وكانت نسبة 12.7% من القاطنين تحت سن الثامنة عشر، وكانت نسبة 13.8% بين الثامنة عشر والرابعة والعشرين عاماً، ونسبة 22.3% كانت واقعةً في الفئة العمرية ما بين الخامسة والعشرين والرابعة والأربعين عاماً، ونسبة 24.8% كانت ما بين الخامسة والأربعين والرابعة والستين، ونسبة 26.4% كانت ضمن فئة الخامسة والستين عاماً فما فوق. وتوزع التركيب الجنسي للسكان بنسبة 45.7% ذكور و54.3% إناث.

## وصلات خارجية
- The US50 - Cities and Towns in Kentucky State